# مزرعة نعيم (ميان كالة)
مزرعة نعیم (بالفارسية: نمک‌چال) هي قرية تقع في إيران في قسم ميان كالة الريفي. يقدر عدد سكانها بـ 703 نسمة بحسب إحصاء 2016.